# Ultramarines (film)
Pour plus de détails, voir Fiche technique et Distribution.
Ultramarines (Ultramarines: A Warhammer 40,000 Movie) est un film de science-fiction britannique en image de synthèse de Martyn Pick (en), sorti en 2010.
Le film se déroule dans l'univers fictif de Warhammer 40,000, un univers développé par la société Games Workshop. D'une durée d'environ 70 minutes, le film est sorti directement en DVD le 29 novembre 2010.
Le scénario a été écrit par Dan Abnett, auteur de nombreuses publications autour de l'univers de Warhammer 40,000 et Warhammer.

## Synopsis
Ultramarines se déroule au 41e millénaire, dans une galaxie consumée par une guerre permanente. La seule défense de l'humanité contre les races extra-terrestres (les « Xénos ») et la corruption des dieux du Chaos sont les Space Marines, des soldats surhumains génétiquement améliorés et organisés en chapitres, pour qui la fidélité à l'Empereur de l'humanité est totale. L'un des chapitres les plus prestigieux de cette puissante armée est le chapitre des Ultramarines.
L'escouade « Ultima » du chapitre des Ultramarines, fraîchement recrutée, est déployée sur la planète Mithron afin de découvrir l'origine du signal d'une balise de détresse, enclenchée par des soldats de la 5e compagnie du chapitre des Imperial Fists trois semaines auparavant. Cette balise conduit les soldats Ultramarines dans une chapelle Space Marine qui contient le Liber Mitrus, une relique sacrée qui fut offerte dans le passé aux Imperial Fists par l'Empereur de l'humanité en personne. Les soldats vont se retrouver confrontés aux démons du Chaos, quand ceux-ci élaborent un piège diabolique pour détruire l'Imperium de l'Humanité, et devront faire tous les sacrifices pour les stopper.

## Fiche technique
- Titre : Ultramarines
- Titre original : Ultramarines: A Warhammer 40,000 Movie
- Réalisation : Martyn Pick
- Scénario : Dan Abnett
- Photographie : Darren Lovell
- Montage : David Lewis Smith
- Musique : Adam Harvey
- Pays d'origine :  Royaume-Uni
- Genre : Science-Fiction, Guerre
- Durée : 70 minutes
- Date de sortie : 29 novembre 2010 directement en DVD

## Distribution
Les acteurs suivant prêtent leurs voix, ainsi que leurs expressions faciales, aux personnages principaux du film :
- Terence Stamp : Capitaine Severus, des Ultramarines
- Sean Pertwee : Soldat Proteus, des Ultramarines
- John Hurt : Chapelain Carnak, des Imperial Fist
- Steven Waddington : Soldat Verenor, des Ultramarines
- Donald Sumpter : Apothicaire Pythol, des Ultramarines
- Johnny Harris : Soldat Nidon, des Imperial Fist
- Ben Bishop : Sergent Crastor, des Ultramarines
- Christopher Finney : Soldat Boreas, des Ultramarines
- Gary Martin : Soldat Hypax, des Ultramarines